# 谢尔盖耶夫卡村委员会
谢尔盖耶夫卡村委员会（俄语：Сергеевский сельсовет）是俄罗斯联邦阿穆尔州布拉戈维申斯克区所属的一个村委员会。其下辖有2个居民点，行政中心为谢尔盖耶夫卡。据2016年统计，该村委员会的人口为1311人。